# Lutosa imitata
Lutosa imitata is een rechtvleugelig insect uit de familie Anostostomatidae. De wetenschappelijke naam van deze soort is voor het eerst geldig gepubliceerd in 1993 door Magalhaes de Oliveira Levada & Diniz Filho.